# Arthur Rubinstein International Piano Master Competition
Der Arthur Rubinstein International Piano Master Competition ist ein internationaler Klavierwettbewerb, der sich auf das Repertoire des Pianisten Arthur Rubinstein (1887–1982) spezialisiert hat. Der Wettbewerb findet seit 1974 alle drei Jahre in Tel Aviv, Israel, statt und wird von der Arthur Rubinstein International Music Society ausgetragen.

## Geschichte

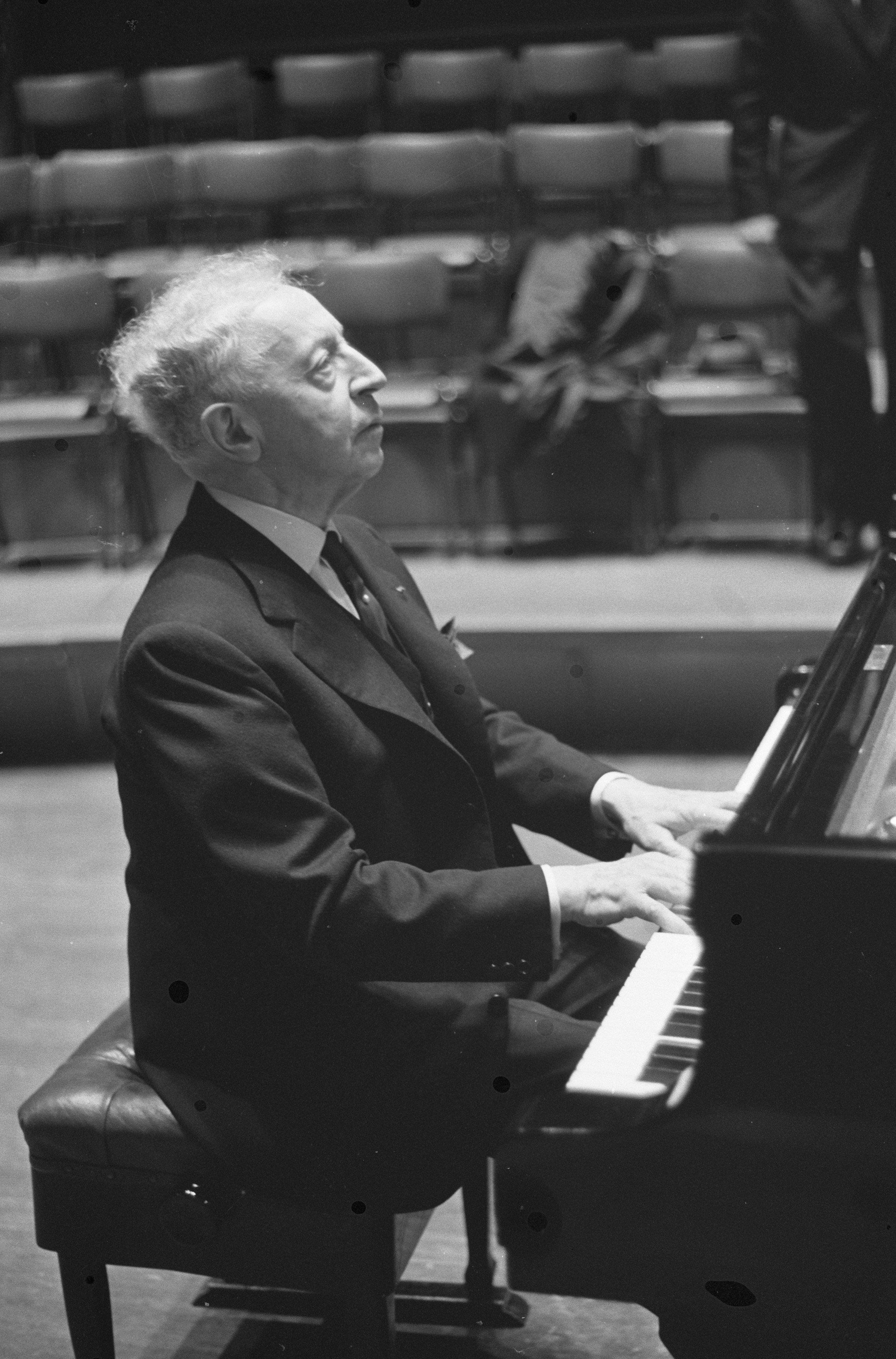
Arthur Rubinstein, Namensgeber des Wettbewerbs

Der Wettbewerb entstand auf Initiative von Jan Jacob Bistritzky, einem engen Freund von Arthur Rubinstein, dem die Ehre zuteilwurde, dem Wettbewerb seinen Namen zu geben. Rubinstein selbst war an den ersten beiden Wettbewerben zugegen, bei denen die inzwischen renommierten Pianisten Emanuel Ax und Gerhard Oppitz die Gewinner waren.
2003 trat die Pianistin Idith Zvi die Nachfolge von Jan Jacob Bistritzky als künstlerische Leiterin an, eine Funktion, die sie bis zu ihrer Pensionierung im Jahr 2020 ausübte. Künstlerischer Leiter des Wettbewerbs ist seit Juli 2020 der Pianist Ariel Cohen.

## Wettbewerb
Der Arthur Rubinstein International Piano Master Competition ist ein Nachwuchswettbewerb. Die Teilnehmer müssen zwischen 18 und 32 Jahre alt sein. Aus allen Bewerbern werden 32 Pianisten für die 1. Staffel ausgewählt. Die besten 16 Pianisten nehmen an der 2. Staffel teil und die 6 besten Pianisten qualifizieren sich für das Finale. Die Teilnehmer müssen Werke aus einem vorgegebenen Repertoire verschiedener Komponisten vortragen. Es ist eine Mischung aus reinen Klavierwerken, Klavierkonzerten und Kammermusik.

## XVI. Wettbewerb
Der XVI. Wettbewerb, der 2020 ausgetragenen werden sollte, wurde – bedingt durch die COVID-19-Pandemie – nach 2021 verschoben. Er wurde in einem neuen Hybridformat durchgeführt, bei dem ein Online-Wettbewerb mit Live-Konzerten kombiniert worden ist. Die 32 Qualifikanten stammten aus 19 Ländern. Die ersten beiden Staffeln wurden an fünf Orten weltweit verteilt in Peking, London, Potsdam, New York und Tel Aviv aufgenommen. Das Finale fand mit der Israel Camerata (Jerusalem), einem Streichquartett, und dem Israel Philharmonic Orchestra vor einem Live-Publikum vom 29. April 2021 bis 3. Mai 2021 in Tel Aviv statt. Das Preisgeld betrug 40.000.- US$ für den Sieger, gefolgt von 20.000.- US$ für den Zweitplatzierten und 10.000.- US$ für den Drittplatzierten. Die drei weiteren Finalisten erhielten jeweils 4.000.- US$. 13 weitere Geldpreise erhielten Teilnehmer für den jeweils besten Vortrag aus den verschiedenen Genres.

## Preisträger
| Jahr        | 1. Preis                    | 2. Preis                      | 3. Preis                      |
| ----------- | --------------------------- | ----------------------------- | ----------------------------- |
| 1974        | Emanuel Ax                  | Eugene Indjic                 | Janina Fialkowska Seta Tanyel |
| 1977        | Gerhard Oppitz              | Diana Kacso                   | Etsuko Terada                 |
| 1980        | Gregory Allen               | Ian Hobson                    | Geoffrey Tozer                |
| 1983        | Jeffrey Kahane              | Hung-Kuan Chen                | Fei-Ping Hsu                  |
| 1986        | nicht vergeben              | Thomas Duis                   | Angela Cheng                  |
| 1989        | Ian Fountain Benjamin Frith | nicht vergeben                | Krzysztof Jabłoński           |
| 1992        | Giorgia Tomassi             | Simone Pedroni                | Ilya Itin                     |
| 1995        | Alexander Korsantia         | Sergey Tarasov                | Ohad Ben-Ari                  |
| 1998        | Igor Tchetuev               | Vitaly Samoshko               | Jong-Gyung Park               |
| 2001        | Kirill Gerstein             | Ferenc Vizi                   | Massimiliano Ferrati          |
| 2005        | Oleksandr Gavrylyuk         | Igor Levit                    | Yeol Eum Son                  |
| 2008        | nicht vergeben              | Roman Rabinovich Ching-Yun Hu | Khatia Buniatishvili          |
| 2011        | Daniil Trifonov             | Boris Giltburg                | Ilja Raschkowski              |
| 2014        | Antonii Baryshevskyi        | Steven Lin                    | Seong-Jin Cho                 |
| 2017        | Szymon Nehring              | Daniel Ciobanu                | Sara Daneshpour               |
| 2020 (2021) | Juan Pérez Floristán        | Shiori Kuwahara               | Cunmo Yin                     |